# Chassillé
Chassillé ist eine französische Gemeinde mit 250 Einwohnern (Stand: 1. Januar 2022) im Département Sarthe in der Region Pays de la Loire. Die Gemeinde gehört zum Arrondissement La Flèche und zum Kanton Loué. Die Einwohner werden Coquins und Coquines genannt.

## Geografie
Chassillé liegt etwa 25 Kilometer westnordwestlich von Le Mans. Umgeben wird Chassillé von den Nachbargemeinden Épineu-le-Chevreuil im Norden, Longnes im Osten, Auvers-sous-Montfaucon im Südosten, Loué im Süden und Südwesten sowie Joué-en-Charnie im Westen.

## Bevölkerungsentwicklung
| 1962                       | 1968 | 1975 | 1982 | 1990 | 1999 | 2006 | 2013 | 2020 |
| -------------------------- | ---- | ---- | ---- | ---- | ---- | ---- | ---- | ---- |
| 308                        | 288  | 278  | 230  | 247  | 263  | 221  | 261  | 250  |
| Quellen: Cassini und INSEE |      |      |      |      |      |      |      |      |

## Sehenswürdigkeiten
- Kirche Notre-Dame-de-la-Visitation

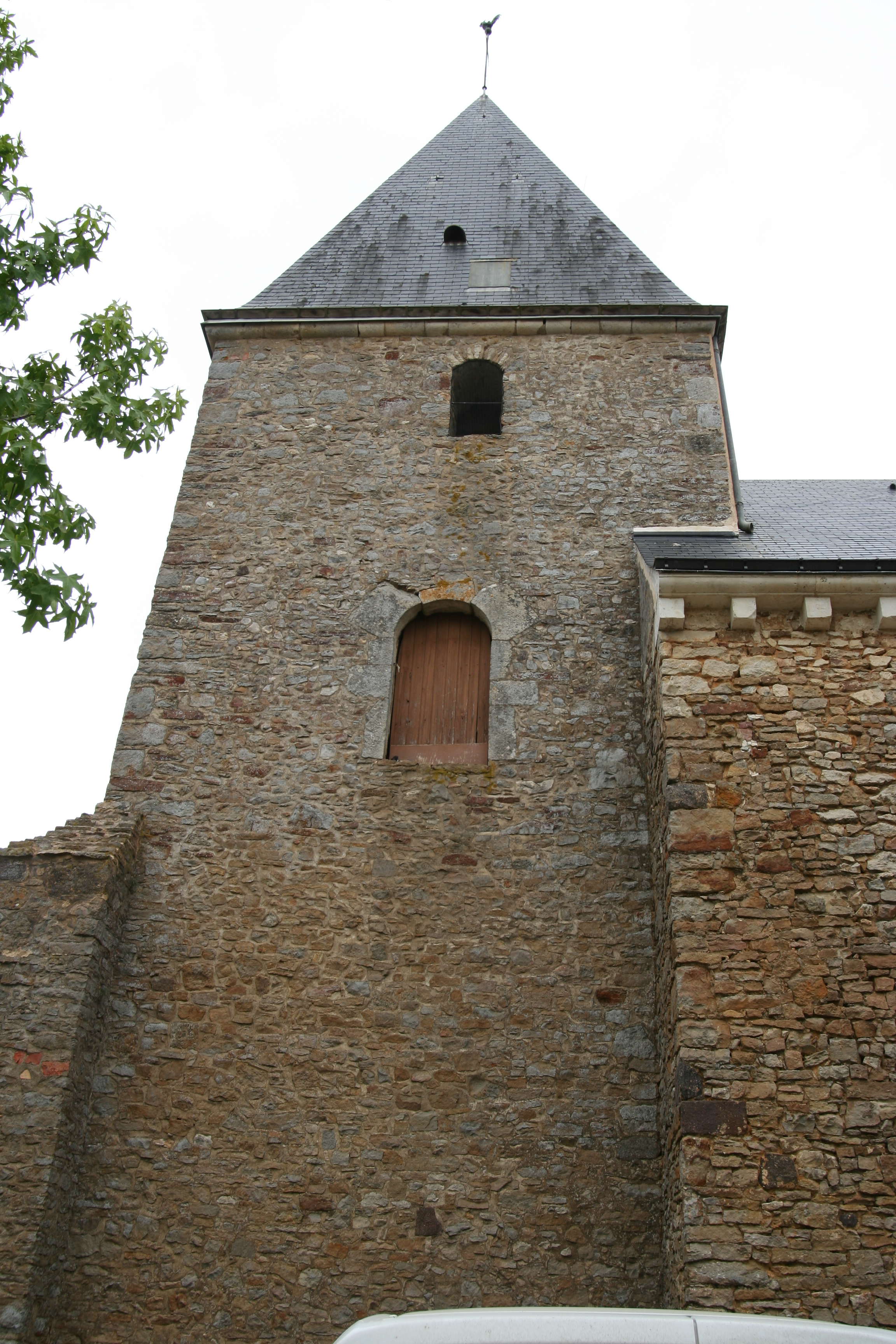
Kirche Notre-Dame-de-la-Visitation

- Mühle von Anet